# Kannenstieg
Kannenstieg ist ein Stadtteil im Norden der Stadt Magdeburg.

## Lage und Bevölkerung
Auf einer Fläche von 1,1424 km² leben 5998 Einwohner (Stand: 31. Dezember 2021). Im Süden grenzt Kannenstieg an das Neustädter Feld, im Westen und Norden an den Sülzegrund und im Osten an den Stadtteil Neustädter See. Die östliche Grenze wird von der Stadtautobahn Magdeburger Ring gebildet, wobei die Stadtautobahn selbst noch zum Kannenstieg gehört.
Das Gebiet des Stadtteils ist in die vier statistischen Bezirke Danziger Dorf, Gewerbegebiet Neuer Sülzeweg, Hanns-Eisler-Platz/Kannenstieg und Sülzeanger unterteilt. Der westliche Teil mit dem Danziger Dorf ist von Reihenhäusern geprägt, im östlichen Bereich besteht ein in der Zeit der DDR entstandenes Wohngebiet mit mehrgeschossigen Wohnhäusern in Plattenbauweise.
Der Anteil der von Sozialleistungen lebenden Menschen ist im Bereich des Neubaugebietes deutlich gegenüber dem Durchschnitt Magdeburgs erhöht. Der Ausländeranteil ist mit knapp 16 % (Stand 2019) einer der höchsten im Stadtgebiet.
Im Westen fließt der Bach Große Sülze und bildet zugleich die Grenze zum Stadtteil Sülzegrund.

## Name
Der Name Kannenstieg leitet sich vom mittelniederdeutschen Kane im Sinne von Kahn ab. Durch das Gebiet verliefen die Wege Großer und Kleiner Kahnstieg zu einem alten Elblauf und somit zu dort befindlichen Kähnen. Der Lauf der Elbe veränderte sich später, so dass die ursprünglich Bedeutung des Namens verloren ging und sich der Name als Kannenstieg als Flurbezeichnung erhielt, nach der der spätere Stadtteil seinen Namen erhielt.

## Geschichte

### Die Siedlung Danziger Dorf 1936

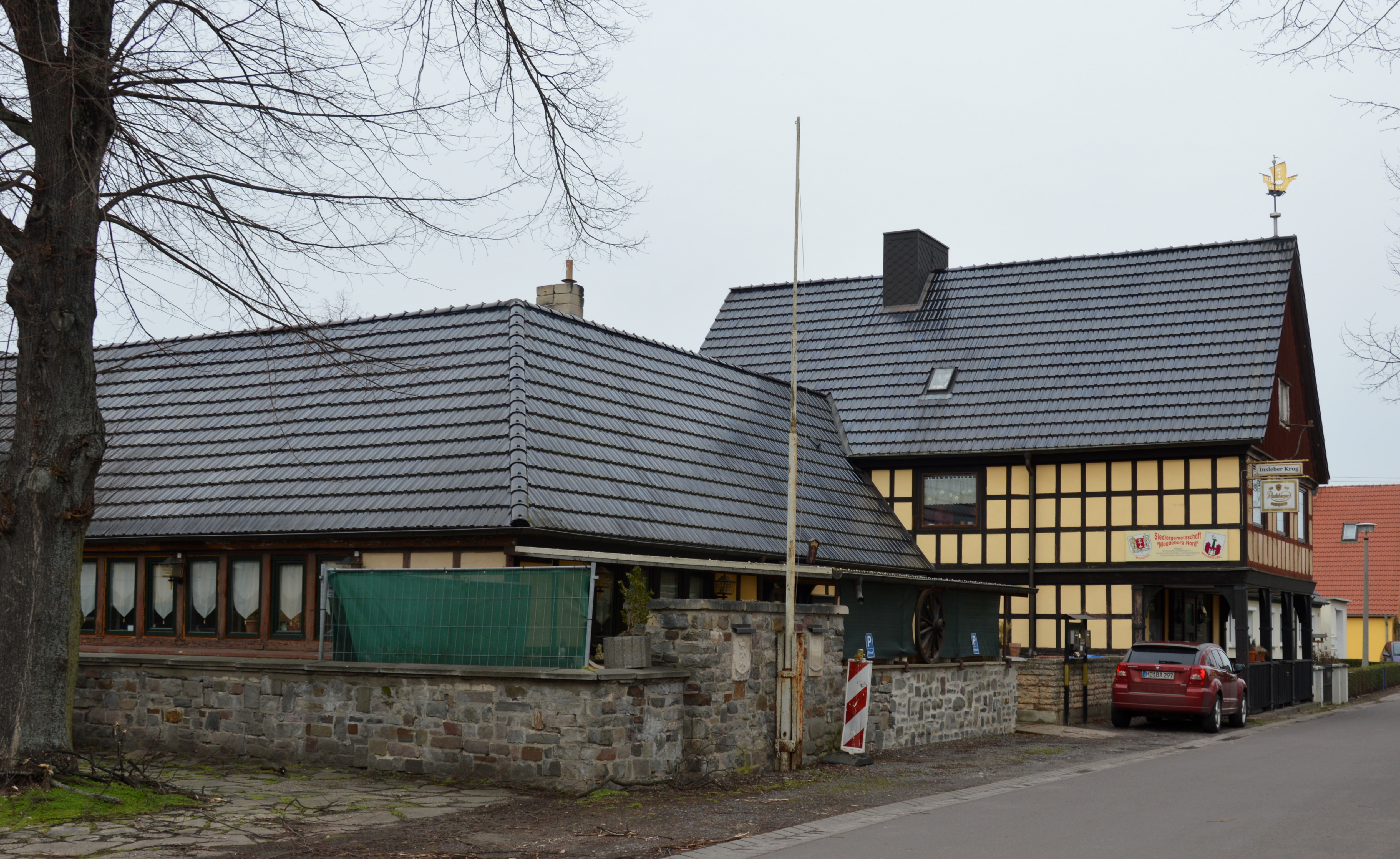
Insleber Krug im Danziger Dorf, 2017

Bis 1936 wurde der Bereich rein landwirtschaftlich genutzt und war unbewohnt. Am 20. Juli 1936 wurde der Grundstein für das Danziger Dorf gelegt. Dieses ist eine von fünf Siedlungen, die in den Jahren 1935 bis 1939 im Magdeburger Norden angelegt wurden. Hier entstanden 35 Siedlungs- und Reihenhäuser mit 188 Volkswohnungen, in denen Familien aus Danzig einzogen. Wegen der hohen Arbeitslosigkeit im Freistaat arbeiteten deren Versorger bereits in Magdeburg. Am ehemaligen Gemeinschaftshaus der Siedlung befindet sich noch heute das Danziger Wappen. Dieses Haus, mit Gastwirtschaft, Laden und zwei weiteren Wohnungen, wurde 1938 im Baustil eines Vorlaubenhauses errichtet. Die Siedlung bestand aus den drei Straßen: Danziger Dorf, Danziger Straße und Langfuhrer Straße (ein Stadtteil von Danzig). Zu jeder Wohnung gehörte 200 m² Gartenland. Am 5. November 1936 wurde Richtfest für die ersten Häuser gefeiert. Bei einem Luftangriff im Zweiten Weltkrieg starben 38 Menschen im Luftschutzkeller des Gemeinschaftshauses.
Nach dem Kriegsende zogen aus Danzig Vertriebene zu ihren Verwandten in die Siedlung. 1951 erfolgte eine Umbenennung der Straßen, auch die Siedlung durfte offiziell nicht mehr mit Danziger Dorf bezeichnet werden. In den 1950er und 1960er Jahren wurde die Siedlung in Eigenleistung der Bewohner an das städtische Trinkwasser- und Abwassernetz angeschlossen.
Die heutigen Straßennamen sind: Wenddorfer Weg, Bertinger Weg und Loitscher Weg (siehe Magdeburger Straßen). Nach der Wende erhielt die Straßenbahnhaltestelle den Namen Danziger Dorf.

### Plattenbausiedlung der 1970er Jahre
In den 1970er Jahren wurde östlich des Danziger Dorfs ein Neubaugebiet aus mehrgeschossigen Häusern in DDR-Plattenbauweise gebaut. Das zunächst als Magdeburg-Nord bezeichnete Neubauvorhaben umfasste neben dem heutigen Kannenstieg auch den östlich gelegenen Stadtteil Neustädter See. Die organisatorische Trennung in zwei Stadtteile erfolgte erst später entlang der ebenfalls in den 70er Jahren entstandenen Stadtautobahn Magdeburger Ring. Die Bauarbeiten an den Wohnquartieren dauerten von 1973 bis 1981. Grund für die Wahl des Bauplatzes war das Fernwärmeangebot des Heizkraftwerks Rothensee sowie die durch den Neustädter See und den Magdeburger Zoo bestehenden Naherholungsmöglichkeiten. Im Jahr 1977 erhielten die mit dem Projekt befassten Architekten, Ingenieure und Stadtplaner den Nationalpreis der DDR.
Nach der politischen Wende veränderten sich ab 1989 die Wohnansprüche der Bevölkerung deutlich. Plattenbausiedlungen wie auch der Kannenstieg hatten deutliche Bevölkerungsverluste zu verzeichnen. Der Stadtteil verlor innerhalb von zehn Jahren ein knappes Drittel der Wohnbevölkerung. Im Zuge des Programms Stadtumbau Ost wurde eine große Zahl von Wohnungen abgerissen oder zurückgebaut. Viele der ursprünglich sechsgeschossigen Plattenbauten wurden auf vier Geschosse verkleinert und saniert.

## Wirtschaft
Gemäß dem Charakter als Wohngebiet dominiert die Wohnnutzung. Im nordöstlichen Bereich in der Nähe des Magdeburger Rings besteht jedoch das Gewerbegebiet Neuer Sülzeweg. Insgesamt bestehen im Stadtteil 154 Mitgliedsunternehmen der IHK und 16 der Handwerkskammer (Stand 2003).